# Rapala rubicunda
Rapala rubicunda är en fjärilsart som beskrevs av Evans 1925. Rapala rubicunda ingår i släktet Rapala och familjen juvelvingar. Inga underarter finns listade.